# Малбек (станция метро)
Малбек (Мальбек; нидерл. Maalbeek, фр. Maelbeek) — станция метро города Брюссель, Бельгия. Названа по ручью Малбек, протекающему неподалёку.
Открыта 17 декабря 1969 года как станция подземного трамвая. Расположена на линиях метро 1 и 5, в Европейском квартале Брюсселя, под улицей Луа, между станциями Ар-Луа и Шуман. Вход на станцию через дом № 85, улица Луа.
22 марта 2016 года на станции произошёл теракт, взрыв в вагоне поезда, погибли 20 человек.